# Подградина (Поседар'є)
Подградина (хорв. Podgradina) — населений пункт у Хорватії, у Задарській жупанії у складі громади Поседар'є.

## Населення
Населення за даними перепису 2011 року становило 684 осіб.
Динаміка чисельності населення поселення:

## Клімат
Середня річна температура становить 14,06 °C, середня максимальна – 27,86 °C, а середня мінімальна – 1,00 °C. Середня річна кількість опадів – 917 мм.
| Клімат поселення                              | Клімат поселення | Клімат поселення | Клімат поселення | Клімат поселення | Клімат поселення | Клімат поселення | Клімат поселення | Клімат поселення | Клімат поселення | Клімат поселення | Клімат поселення | Клімат поселення | Клімат поселення |
| Показник                                      | Січ.             | Лют.             | Бер.             | Квіт.            | Трав.            | Черв.            | Лип.             | Серп.            | Вер.             | Жовт.            | Лист.            | Груд.            |                  |
| Середній максимум, °C                         | 9,70             | 10,71            | 13,40            | 16,61            | 21,33            | 25,05            | 27,86            | 27,30            | 23,37            | 19,14            | 13,51            | 10,56            |                  |
| Середня температура, °C                       | 5,35             | 6,33             | 9,04             | 12,24            | 16,96            | 20,69            | 23,91            | 23,35            | 19,42            | 15,19            | 9,57             | 6,62             |                  |
| Середній мінімум, °C                          | 1,00             | 1,98             | 4,66             | 7,88             | 12,60            | 16,33            | 19,98            | 19,41            | 15,50            | 11,26            | 5,63             | 2,68             |                  |
| Норма опадів, мм                              | 75               | 67               | 71               | 76               | 70               | 60               | 37               | 53               | 99               | 107              | 108              | 94               |                  |
| Середньомісячна швидкість вітру, м/с          | 2.89             | 2.99             | 3.15             | 3.00             | 2.61             | 2.40             | 2.45             | 2.34             | 2.55             | 2.70             | 3.24             | 3.15             |                  |
| Середньомісячна сонячна радіація, кДж/м²·день | 5009             | 7675             | 11286            | 16095            | 20222            | 22466            | 24123            | 21093            | 15498            | 9812             | 5388             | 4235             |                  |
| --------------------------------------------- | ---------------- | ---------------- | ---------------- | ---------------- | ---------------- | ---------------- | ---------------- | ---------------- | ---------------- | ---------------- | ---------------- | ---------------- | ---------------- |
| Джерело:                                      |                  |                  |                  |                  |                  |                  |                  |                  |                  |                  |                  |                  |                  |